# Giáltra
Giáltra (Gialtra) är en ort i Grekland.   Den ligger i prefekturen Nomós Evvoías och regionen Grekiska fastlandet, i den centrala delen av landet, 120 km nordväst om huvudstaden Aten. Giáltra ligger 168 meter över havet och antalet invånare är 544. Den ligger på ön Euboia.
Terrängen runt Giáltra är huvudsakligen kuperad, men söderut är den platt. Havet är nära Giáltra söderut. Runt Giáltra är det ganska tätbefolkat, med 58 invånare per kvadratkilometer. Närmaste större samhälle är Loutrá Aidhipsoú, 6,2 km öster om Giáltra. 